# Sub-bacia do rio das Garças (Pernambuco)
A bacia do rio das Garças ou riacho das Garças é uma bacia hidrográfica totalmente inserida no estado de Pernambuco, no Brasil. Abrange uma área de 4.094,10 km² no oeste do estado, entre as coordenadas geográficas 08º 08’ 48” e 08º 48’00” de latitude sul, e 39º 41’ 25” e 40º 47’ 35” de longitude oeste.

## O rio das Garças
O rio das Garças possui uma extensão total de 192 km. Sua nascente está no limite do Estado com o Piauí. Inicialmente é denominado riacho Caipora. A foz situa-se no rio São Francisco. A maior parte de sua direção é noroeste-sudeste.

## Limites hidrográficos
Esta bacia hidrográfica limita-se ao norte com a bacia do rio Brígida, ao sul com a bacia do rio Pontal e o grupo de bacias de pequenos rios interiores 7 - GI7, a leste com o grupo de bacias de pequenos rios interiores 6 - GI6 e o rio São Francisco, e a oeste com o Estado do Piauí.

## Afluentes
Os principais afluentes pela margem direita são os riachos Água Preta, das Lagoas, da Cal, do Periquito e dos Campos, e, pela margem esquerda, Mocambo, da Boa Vista, da Volta, Alegre, do Algodão e Bom Fim.

## Municípios inseridos
Os municípios parcialmente inseridos nesta bacia são: Dormentes, Lagoa Grande, Ouricuri, Parnamirim, Santa Cruz (Pernambuco), Santa Filomena (Pernambuco) e Santa Maria da Boa Vista. 